# 方丽娜
方丽娜（1966年3月5日—）是一名居住在維也納的作家，是歐洲華文作家協會理事，奥地利华文笔会创建者。

## 生平
方丽娜，1966年3月5日生于河南商丘。曾在奥地利多瑙大学攻读工商管理专业，获硕士学位。现定居于維也納。曾进鲁迅文学院进修，第十三届作家高研班学员。现为《欧洲时报》特约记者和文学编辑。

## 寫作
方丽娜的小说和散文常见于《作家》《十月》《中国作家》《香港文学》《北京文学•中篇小说月报》《小说月报原创版》《散文选刊》《散文百家》《海外文摘》等。

## 作品
散文集《远方有诗意》《蓝色乡愁》，中短篇小说集《蝴蝶飞过的村庄》分别入选“新世纪海外华文女作家文丛”和“中国文学新力量：海外华文女作家小说精选”。